# مهرداد رئیسی
مهرداد رئیسی اردلی (زادهٔ ۲۵ مهر ۱۳۵۷) مدیر و ناظر کیفی دوبلاژ و صداپیشهٔ ایرانی است. او بنیان‌گذار انجمن صنفی گویندگان جوان تهران است، این انجمن که به گلوری انترتینمنت مشهور است گروه دوبله‌ای بود که در اردیبهشت ۱۳۸۲ تأسیس شد و در ۶ تیر ۱۳۸۴ با مجوز رسمی از وزارت کار و امور اجتماعی ایران و تاییدیه وزارت فرهنگ و ارشاد اسلامی فعالیت رسمی خود را آغاز نمود.

## فعالیت‌ها
مهرداد رئیسی، زاده ۲۵ مهر ۱۳۵۷ در تهران، ایران و تحصیل کرده رشته نرم‌افزار است. آغاز فعالیت وی در دوبله به سال ۱۳۸۲ برمی‌گردد. او گروهی را با نام گلوری انترتینمنت تشکیل داد و در ۶ تیر ۱۳۸۴، این مجموعه را با نام انجمن گویندگان جوان با کسب مجوز از وزارت کار و امور اجتماعی و وزارت فرهنگ و ارشاد اسلامی، با ۵۰ نفر عضو به ثبت رساند. شبکه‌های مختلف ۱ تا ۵ صدا و سیمای جمهوری اسلامی ایران و همچنین شبکه‌های تازه تأسیس همچون شبکه نمایش، شبکه پویا و پرشین تون و مؤسسات مختلف رسانه خانگی بسیاری از آثار دوبله‌شده با مدیریت وی را پخش کرده‌اند.
رئیسی اولین نشریه تخصصی و داخلی دوبلاژ را در انجمن گویندگان جوان تهران، با نام «دوبله» در سال ۱۳۸۵ منتشر کرد. در پروندهٔ کاری او کارگردانی برنامه تماشاخانه به سفارش شبکه پنج سیما، به چشم می‌خورد. رئیسی همچنین کارگردانی برنامهٔ تلویزیونی هنر هشتم – برنامه‌ای ۱۵ قسمتی، هر قسمت به مدت ۴۰ دقیقه – را به سفارش شبکه پنج، که با حضور پویانماها و کارگردانان مطرح ایران بود و به مقولهٔ دوبلاژ، پشت صحنهٔ دوبله و پویانمایی می‌پرداخت، در کارنامهٔ کاری خود دارد. این برنامه پس از پخش اولیه، بارها از شبکه‌های استانی کشور بازپخش شده است.
تعداد اعضای انجمن گویندگان جوان در سال ۱۳۸۶ به ۱۷۰ نفر و در سال ۱۳۹۱ به بیش از ۳۸۰ نفر رسید. رئیسی تا پایان سال ۱۳۹۰ تعداد استودیوهای دوبلاژ انجمن گویندگان جوان تهران را به ۱۰ استودیوی تمام دیجیتال افزایش داد. او همچنین در سال ۱۳۹۰ به عنوان رئیس شورای سیاست‌گذاری اولین و تنها نشریه تخصصی دوبلاژ کشور با نام صداپیشه، اقدام به مدیریت و چاپ ماهنامه مذکور نمود. وی مدیریت دوبلاژ، گویندگی و نظارت کیفی دوبلاژ بیش از ۳۰۰ اثر بلند و کوتاه سینمایی و پویانمایی را عهده‌دار بوده است و به عنوان رکورددار مدیریت دوبلاژ آثار پرفروش و پرمخاطب کشور شناخته می‌شود.
رئیسی از صداپیشگانی همچون علی کسمایی، که ملقب به پدر دوبلاژ ایران است، با برگزاری بزرگداشتی در اسفند ۱۳۸۷ تقدیر کرد و یکی از استودیوهای انجمن گویندگان جوان تهران را به نام وی نامگذاری کرد. رئیسی در سال ۱۳۸۸ از آرشاک قوکاسیان، صداپیشه قدیمی فیلم و انیمیشن ایران با حضور کسمایی و حامد بهداد تقدیر کرد و یک استودیو را در انجمن گویندگان جوان به نام او نامگذاری و تأسیس کرد.

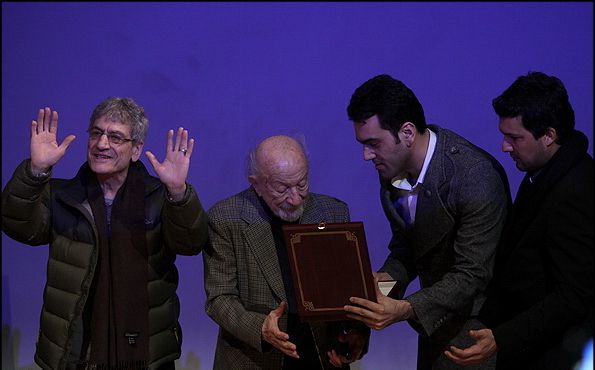
از راست به چپ: حامد بهداد، مهرداد رئیسی، علی کسمایی و آرشاک قوکاسیان در ۱۳۸۸

او در سال ۲۰۱۱ با حضور در جشنواره انسی فرانسه، با کارلوز سالدانیا، کارگردان فیلم‌های پویانمایی عصر یخبندان و ریو، دیدار کرد و ضمن تبادل نظر و اطلاعات از وی برای حضور در ایران دعوت به‌عمل آورد. از او در سال ۱۳۹۰ به‌واسطهٔ همکاری و انجام کلیه امور گویندگی و دوبلاژ، از طرف برنامه جهانی غذا سازمان ملل در ایران تقدیر شد. رئیسی در سال ۱۳۹۱ اولین پایگاه اینترنتی پخش ۲۴ ساعته رایگان داستان‌های کودکانه را با نام آوای گلوری، راه‌اندازی کرد.
رئیسی در سال ۱۳۹۶ از ایران مهاجرت کرد و ساکن ایالات متحده است.

## جوایز و افتخارات
- دریافت لوح سپاس گوینده برتر از شبکه تهران در سال ۱۳۸۵[۱۷]
- دریافت لوح سپاس از مؤسسه تصویر دنیای هنر نمایندهٔ سونی و کلمبیا پیکچرز در ایران[۱۸]
- دریافت تندیس سپاس از دومین جشنواره بازی‌های رایانه‌ای[نیازمند منبع]
- برنده لوح تقدیر در شانزدهمین جشنوارهٔ تولیدات رادیویی و تلویزیونی مراکز استان‌ها[۱۸]
- دریافت لوح تقدیر از طرف برنامه جهانی غذا سازمان ملل در ایران (WFP) به‌واسطهٔ همکاری در امور گویندگی و دوبلاژ[نیازمند منبع]

## آثار

### صداپیشگی
| عنوان                                       | نقش                      | توضیحات |
| ------------------------------------------- | ------------------------ | ------- |
| روزی از روزهای کریسمس با میکی ماوس (۱۹۹۹)   | میکی ماوس                |         |
| شرک ۲ (۲۰۰۴)                                | خر                       |         |
| گارفیلد (۲۰۰۴)                              | وندل                     |         |
| بن ۱۰ (۲۰۰۵)                                | کوین لِوین                |         |
| گارفیلد ۲ (۲۰۰۶)                            | کلادیوس و باربر هتل      |         |
| آن سوی پرچین (۲۰۰۶)                         | آرجی                     |         |
| جورج کنجکاو (۲۰۰۶)                          | مرد با کلاه زرد (تِد)     |         |
| شرک ۳ (۲۰۰۷)                                | خر                       |         |
| فیلم زنبور (۲۰۰۷)                           | بری بی. بنسون            |         |
| راتاتویی (۲۰۰۷)                             | لینگوئینی                |         |
| ملاقات با رابینسون‌ها (۲۰۰۷)                 | کرلنیوس رابینسون         |         |
| هورتون صدایی می‌شنود (۲۰۰۸)                  | شهردار                   |         |
| ماداگاسکار: فرار به آفریقا (۲۰۰۸)           | مارتی                    |         |
| پاندای کونگ‌فوکار (۲۰۰۸)                     | آقای پینگ                |         |
| بالا (۲۰۰۹)                                 | کارل فردریکسن            |         |
| ابری با احتمال بارش کوفته‌قلقلی (۲۰۰۹)       | برنت و زنگ‌خور گوشی فلینت |         |
| شرک برای همیشه (۲۰۱۰)                       | خر                       |         |
| گیسوکمند (۲۰۱۰)                             | فلین رایدر               |         |
| پاندای کونگ‌فوکار ۲ (۲۰۱۱)                   | آقای پینگ                |         |
| ماداگاسکار ۳: تحت تعقیب‌ترین‌های اروپا (۲۰۱۲) | مارتی                    |         |
| یخ‌زده (۲۰۱۳)                                | کریستوف                  |         |
| غارنشینان (۲۰۱۳)                            | پسر                      |         |
| شش قهرمان بزرگ (۲۰۱۴)                       | تاداشی                   |         |
| لک‌لک‌ها (۲۰۱۶)                               | جونیور                   |         |
| زوتوپیا (۲۰۱۶)                              | نیک                      |         |
| لوکا (۲۰۲۱)                                 | ارکله                    |         |
| لایت‌یر (۲۰۲۲)                               | باز لایتیر               |         |
| المنتال (۲۰۲۳)                              | آب                       |         |

### کارگردانی
- مجموعه تلویزیونی هنر هشتم، سال ۱۳۸۶[۱۹]
- برنامه تماشاخانه، تابستان سال ۱۳۸۷[۲۰]
- برنامه گاف شو، زمستان ۱۳۹۶ و تابستان ۱۳۹۹[نیازمند منبع]
- برنامه جوی‌استیک شو، سال ۱۳۹۷ و تابستان ۱۳۹۹[نیازمند منبع]
- برنامه جک پات شو، سال ۱۳۹۸[نیازمند منبع]
- پادکست بخندیم[نیازمند منبع]

## سرپرستی گویندگان و نظارت کیفی
اولین اثر دوبله‌شده توسط گروه گلوری، انیمیشن «سیاره گنج» می‌باشد. از جمله آثار شاخص دوبله که مدیریت آن به عهده رئیسی بوده می‌توان به انیمیشن تهران ۱۵۰۰ اشاره کرد.
از جمله آثار دوبله‌شده به مدیریت و نظارت کیفی دوبلاژ مهرداد رئیسی:
- ماشین‌ها ۱ به مدیریت محمدرضا صولتی [نیازمند منبع]
- ماشین‌ها ۲ به مدیریت محمدرضا صولتی
- خوش قدم
- خوش قدم ۲ با ترجمه علی کاس‌زاده
- در جستجوی نمو به مدیریت اشکان صادقی
- گارفیلد ۱
- گارفیلد ۲
- گارفیلد واقعی می‌شود
- شگفت‌انگیزان
- ظهور نگهبانان با ترجمه علی کاس‌زاده
- شرک ۱
- شرک ۲
- شرک ۳ به مدیریت محمدرضا علیمردانی
- شرک ۴ با ترجمه علی کاس‌زاده
- رئیس مزرعه به مدیریت محمدرضا علیمردانی
- داستان اسباب بازی ۱ به مدیریت محمدرضا صولتی
- داستان اسباب بازی ۲ به مدیریت محمدرضا صولتی
- داستان اسباب بازی ۳ به مدیریت محمدرضا صولتی
- قهرمان کوچک
- محمد فرستاده خدا (ص)
- هورتون صدایی می‌شنود (هورتون)
- راتاتویی (موش سرآشپز)
- فرزندان بشر
- پاندای کونگ‌فوکار ۱
- پاندای کونگ‌فوکار ۳ با ترجمه علی کاس‌زاده
- میکی و دوستان
- آن سوی پرچین
- کابوس قبل از کریسمس با ترجمه علی کاس‌زاده
- عصر یخبندان ۱
- عصر یخبندان ۲ با ترجمه علی کاس‌زاده
- عصر یخبندان ۳ با ترجمه علی کاس‌زاده
- عصر یخبندان ۴ با ترجمه علی کاس‌زاده
- عصر یخبندان ۵
- عصر یخبندان: ماجراهای باک وایلد (ماجراهای باک بی‌باک) با ترجمه علی کاس‌زاده
- کورالین
- پرستار مک فی
- ابری با احتمال بارش کوفته‌قلقلی
- بالا (فیلم ۲۰۰۹) (سفر به آبشار بهشت) با ترجمه علی کاس‌زاده
- مینیون‌ها (نیمچه‌نوچه‌ها) با ترجمه علی کاس‌زاده
- سیاره ۵۱
- گروه ویژه (جی فورس) با ترجمه علی کاس‌زاده
- چگونه اژدهای خود را تربیت کنیم به مدیریت هومن خیاط
- بدترین بابای دنیا
- گیسوکمند با ترجمه علی کاس‌زاده
- اسمورف‌ها با ترجمه علی کاس‌زاده
- بن تن
- هیولا در پاریس
- لوراکس با ترجمه علی کاس‌زاده
- دلیر با ترجمه علی کاس‌زاده
- رالف خرابکار با ترجمه علی کاس‌زاده
- فیلم باب اسفنجی: اسفنج بیرون از آب به مدیریت هومن خیاط
- موانا
- شهر وحش (زوتوپیا) با ترجمه علی کاس‌زاده
- لک‌لک‌ها
- ماپت‌ها
- فصل شکار
- غارنشین‌ها با ترجمه علی کاس‌زاده
- لوکا با ترجمه علی کاس‌زاده
- شش قهرمان بزرگ با ترجمه علی کاس‌زاده
- یخ‌زده (فیلم ۲۰۱۳) (سرمای خفته) با ترجمه علی کاس‌زاده
- تب یخ‌زده (سرمای خفته) با ترجمه علی کاس‌زاده

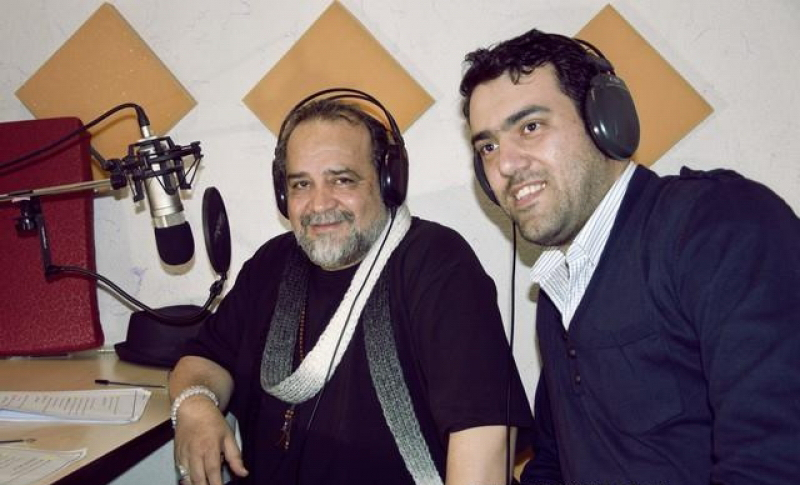
مهرداد رئیسی و محمدرضا شریفی‌نیا در یکی از استودیوهای انجمن گویندگان جوان (گلوری) در حال کار روی پروژهٔ تهران ۱۵۰۰

- المنتال (آب و آتش ۲۰۲۳)